# Leppälammi
Leppälammi är en sjö i kommunen Loppis i landskapet Egentliga Tavastland i Finland. Arean är 40 hektar och strandlinjen är 3,18 kilometer lång. Sjön  ingår i Kumo älvs huvudavrinningsområde.   Den ligger omkring 30 km sydväst om Tavastehus och omkring 77 km nordväst om Helsingfors. 